# Шишов, Михаил Васильевич (генерал)
Михаил Васильевич Шишов (род. 1961) — сотрудник советских и российских органов государственной безопасности, генерал-лейтенант.

## Биография
Михаил Васильевич Шишов родился 25 марта 1961 года в Тамбовской области. После окончания средней школы поступил в Саратовский юридический институт.
В 1988 году поступил на службу в органы Комитета государственной безопасности при Совете Министров СССР. Служил сначала на оперативных, а затем на руководящих должностях.
После распада Советского Союза продолжал службу в системе Министерства безопасности — Федеральной службы безопасности Российской Федерации. Прошёл служебный путь до должности первого заместителя начальника Управления Федеральной службы безопасности Российской Федерации по Тамбовской области.
В 2011 году возглавил Управление Федеральной службы безопасности Российской Федерации по Курской области. Позднее был переведён в центральный аппарат ФСБ, где возглавил Следственное управление.
В 2020 году в звании генерал-лейтенанта вышел в отставку.